# Marcos Juárez megye
Marcos Juárez egy megye Argentínában, Córdoba tartományban. A megye székhelye Marcos Juárez.

## Települések
Önkormányzatok és települések (Municipios y comunas)
- Alejo Ledesma
- Arias
- Camilo Aldao
- Capitán General Bernardo O'Higgins
- Cavenagh
- Colonia Barge
- Colonia Italiana
- Corral de Bustos
- Cruz Alta
- General Baldissera
- General Roca
- Guatimozín
- Inriville
- Isla Verde
- Leones
- Los Surgentes
- Marcos Juárez
- Monte Buey
- Saira
- Saladillo
- Villa Elisa

## Gazdaság
Marcos Juárez gazdasága határozottan a vidékhez kötődik. Más déli egységekkel ellentétben azonban ezt a joghatóságot számos kis-, közepes és nagy iparág kíséri. A főbb állatállományok tekintetében a 2002. évi Országos Mezőgazdasági Összeírás a sertések jelentőségét 79 805 darabbal, a szarvasmarhát pedig 286 327 egységgel tükrözte. A mezőgazdaság a megye gazdaságának másik pillére, amelynek legnagyobb részesedése a szójabab, a búza és a kukorica, egyéb növények mellett. Ehhez a tevékenységhez széles silóhálózatra van szükség a begyűjtéshez és kifinomult logisztikára a gabonaszállításhoz. Szeizmikus Córdoba régióban a szeizmikusság gyakori és alacsony intenzitású, és 30 évente véletlenszerű területeken a közepes és súlyos földrengések szeizmikus csendje. Utolsó kifejezései a következők voltak:
1908. szeptember 22. (111 éves), 17:00 UTC-3, 6,5 Richter, Mercalli VII skálával; hely 30°30′0″D 64°30′0″Ny / -30.50000, -64.50000; mélység: 100 km; károkat okozott Deán Funes, Cruz del Eje és Soto, Córdoba tartomány, valamint Santiago del Estero, La Rioja és Catamarca tartományok déli részén 1947. január 16. (73 éves), 2:37 UTC - 3, a Richter-skála szerint megközelítőleg 5,5-ös magnitúdójú (1947-es Córdobai földrengés)[3] 1955. március 28. (64 éves kor), 6:20 UTC-3 6,9 Richterrel: a jelenség fizikai súlyossága mellett párosult azzal, hogy a lakosság teljesen tudatlan ezekről az ismétlődő eseményekről (1955-ös Villa Giardino földrengés) 2004. szeptember 7. (15 év), 8:53 UTC-3 4.1 Richterrel 2009. december 25. (10 év), 21:42 UTC-3 4.0 Richterrel.